# 서밀양 나들목
서밀양 나들목(W.Miryang IC)은 경상남도 밀양시 무안면 마흘리에 설치된 함양울산고속도로의 교차로이다. 

## 역사
- 2017년 6월 19일 : 2024년까지 나들목 신설을 위해 밀양시 도시계획시설 교통광장에 무안면 마흘리 일원을 서밀양 나들목으로 고시[1]
- 2024년 12월 28일 : 함양울산고속도로 창녕 ~ 밀양 구간 개통과 함께 통행 개시[2]

## 구조물 정보
- 위치 : 경상남도 밀양시 무안면 마흘리

## 접속하는 노선
- 지방도 제1080호선 (무안로)